# Баравикас, Роландас
Роландас Баравикас (лит. Rolandas Baravykas; 23 августа 1995, Шяуляй, Литва) — литовский футболист, защитник сборной Литвы.

## Биография

### Клубная карьера
Первые шаги во взрослом футболе сделал в 2012 году в фарм-клубе «Шяуляя», однако его точная статистика за этот сезон неизвестна. В 2013 году перешёл в клуб высшей лиги «Атлантас». В первый сезон в новом клубе сыграл всего в двух матчах, но затем стал одним из лидеров команды. В 2017 году подписал контракт с одним из лидеров чемпионата «Жальгирисом». После сезона 2019 года контракт не был продлен.
31 января 2020 года перешёл в кипрский клуб «Неа Саламина», подписав контракт на полгода, с возможностью продления еще на год. Дебютировал в его составе 16 февраля в гостевой встрече с «Анортосисом». В общей сложности провёл в составе красно-белых 8 игр. В конце декабря клуб объявил о прекращении сотрудничества.

### Карьера в сборной
За основную сборную Литвы дебютировал 8 июня 2015 года в товарищеском матче со сборной Мальты, выйдя на замену на 73-й минуте вместо Викинтаса Сливки. В 2018 году принял участие в 5 матчах сборной в рамках Лиги наций 2018/19 и забил свой первый гол, поразив ворота сборной Черногории. Однако турнир завершился неудачно для Литвы, команда проиграла все 6 матчей и вылетела из Лиги С в лигу D.

## Достижения
«Жальгирис»
- Серебряный призёр чемпионата Литвы (3): 2017, 2018, 2019
- Обладатель Кубка Литвы: 2018
- Обладатель Суперкубка Литвы: 2017